# Factor de potencia
Se define factor de potencia, f.d.p., de un circuito de corriente alterna, como la razón entre la potencia activa, P, y la potencia aparente, S. Da una medida de la capacidad de una carga de absorber potencia activa. Por esta razón, f.d.p = 1 en cargas puramente resistivas.

## Definición
Se define el factor de potencia como la razón entre la potencia activa {\displaystyle P} y la potencia aparente {\displaystyle S}:
{\displaystyle {\text{f.d.p.}}={\frac {P}{S}}}
Es importante distinguir la diferencia entre los términos factor de potencia ({\displaystyle {\text{f.d.p.}}}) y {\displaystyle \cos \varphi }, ya que no son exactamente lo mismo. En cargas lineales, ambos valores coinciden. Sin embargo, en cargas no lineales el {\displaystyle {\text{f.d.p.}}} y {\displaystyle \cos \varphi } son distintos.
Se dice que:
- Un factor de potencia adelantado significa que la corriente se adelanta con respecto a la tensión, lo que implica carga capacitiva. Potencia reactiva negativa.[2]
- Un factor de potencia atrasado significa que la corriente se retrasa con respecto a la tensión, lo que implica carga inductiva. Potencia reactiva positiva.[2]

El dispositivo utilizado para medir el f.d.p. se denomina cosímetro.

### Circuitos lineales

Triángulo de potencias activa P y aparente S en un caso de cargas lineales (caso ideal; sin distorsión armónica).

En circuitos lineales, donde las corrientes y tensiones son perfectamente senoidales, se tiene:
{\displaystyle {\text{f.d.p.}}={\frac {P}{S}}={\frac {V_{\text{eff}}I_{\text{eff}}\cos({\hat {V}}-{\hat {I}})}{V_{\text{eff}}I_{\text{eff}}}}=\cos({\hat {V}}-{\hat {I}})=\cos({\hat {Z}})=\cos \varphi }
El f.d.p es el coseno del ángulo que forman los fasores de la corriente y la tensión. En este caso se puede observar que {\displaystyle cos({\hat {V}}-{\hat {I}})=cos({\hat {Z}})} donde Z es la impedancia equivalente del sistema. A partir de esto se puede entender el {\displaystyle \cos(\varphi )} como una medida de la habilidad del elemento Z para absorber potencia activa. Para una resistencia ideal: {\displaystyle {\text{f.d.p.}}=\cos(0)=1}. Para una inductancia y condensador ideales:{\displaystyle {\text{f.d.p.}}=\cos(\pi /2)=0}
Así como el triángulo de potencia relaciona {\displaystyle P}, {\displaystyle Q}, {\displaystyle S}, y el {\displaystyle {\text{f.d.p.}}}, el triángulo de impedancia (no mostrado en este artículo) relaciona {\displaystyle R}, {\displaystyle X}, {\displaystyle Z} (magnitud de la impedancia), y el {\displaystyle {\text{f.d.p.}}} De este último triángulo se desprende que el factor de potencia también es
{\displaystyle {\text{f.d.p.}}={\frac {R}{Z}}}

### Circuitos no lineales

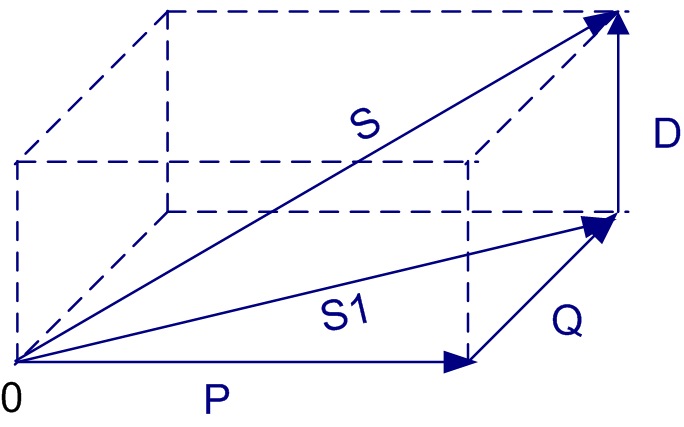
Triángulo de potencias con distorsión armónica.

En circuitos no lineales la forma de la onda no es perfectamente senoidal. Las cargas no lineales crean corrientes armónicas, que pueden ser representadas por la distorsión armónica total (THD). En este caso la potencia aparente {\displaystyle S} no estaría únicamente compuesta por P y Q, sino que aparecería una tercera componente suma de todas las potencias que genera la distorsión. A esta componente de distorsión se le denomina {\displaystyle D}.
En este caso, el factor de potencia es:
{\displaystyle {\text{f.d.p.}}={\frac {P}{S}}={\frac {P}{\sqrt {P^{2}+Q^{2}+D^{2}}}}}
Mientras que {\displaystyle \cos \varphi } se calcula tan solo con las componentes fundamentales (sin armónicos):
{\displaystyle \cos \varphi ={\frac {P}{S_{1}}}={\frac {P}{\sqrt {P^{2}+Q^{2}}}}}
Si {\displaystyle {\text{THD}}} es la tasa de distorsión armónica, {\displaystyle I_{1,{\text{rms}}}} es la componente fundamental de la corriente eficaz, {\displaystyle I_{\text{rms}}} es la corriente eficaz total y considerando una fuente ideal de tensión, entonces la relación entre el factor de potencia y {\displaystyle \cos \varphi } es:
{\displaystyle {\text{f.d.p.}}={\frac {I_{1,{\text{rms}}}}{I_{\text{rms}}}}\cos \varphi }
El término factor de potencia es una generalización del {\displaystyle \cos \varphi }.
Esto es importante en sistemas reales que albergan cargas no lineales tales como rectificadores, algunas formas de iluminación, fuentes de alimentación conmutadas, hornos de arco eléctrico, instrumentos de soldadura, variadores de velocidad y otros tipos de dispositivos.

## Efectos del factor de potencia
Para comprender la importancia del factor de potencia se van a considerar dos receptores con la misma potencia, 1000 W, conectados a la misma tensión de 230 V, pero el primero con un f.d.p. alto ({\displaystyle \cos \,\varphi _{1}=0,96}, {\displaystyle D=0}) y el segundo con uno bajo ({\displaystyle \cos \,\varphi _{2}=0,25}, {\displaystyle D=0}).
- Primer receptor

{\displaystyle I_{1}={\frac {P_{1}}{U\cos {\varphi }_{1}}}={\frac {1000{\text{ W}}}{230{\text{ V}}\cdot 0,96}}\simeq 4,53{\text{ A}}\!}
{\displaystyle S_{1}=UI_{1}=230{\text{ V}}\cdot 4,53{\text{ A}}\simeq 1042{\text{ VA}}\!}
- Segundo receptor

{\displaystyle I_{2}={\frac {P_{2}}{U\cos {\varphi }_{2}}}={\frac {1000{\text{ W}}}{230{\text{ V}}\cdot 0,25}}\simeq 17,39{\text{ A}}\!}
{\displaystyle S_{2}=UI_{2}=230{\text{ V}}\cdot 17,39{\text{ A}}\simeq 4000{\text{ VA}}\!}
Cotejando ambos resultados, se obtienen las siguientes conclusiones:
- Un f.d.p. bajo comparado con otro alto, origina, para una misma potencia activa (P), una mayor demanda de corriente, lo que implica la necesidad de utilizar cables de mayor sección.
- La potencia aparente es tanto mayor cuanto más bajo sea el f.d.p., lo que origina una mayor dimensión de los generadores eléctricos.

Ambas conclusiones nos llevan a un mayor costo de la instalación alimentadora. Puesto que las compañías suministradoras de electricidad facturan la potencia activa consumida, los costes de un f.d.p. bajo repercuten íntegramente en la compañía suministradora y nada en el consumidor. Por ello, las compañías suministradoras penalizan la existencia de un f.d.p. bajo, obligando a su mejora o imponiendo costos adicionales.

### Optimización técnico-económica de la instalación
Un buen factor de potencia permite optimizar técnica y económicamente una instalación.
Evita el sobredimensionamiento de algunos equipos y mejora su utilización.
Factor multiplicador de la sección de los cables en función del cos Φ.
| Factor      | 1 | 1,25 | 1,67 | 2,5 |
| Coseno de Φ | 1 | 0,8  | 0,6  | 0,4 |

### Beneficios
- Disminución de la sección de los cables: El cuadro anterior indica el aumento de sección de los cables motivado por un bajo cos Φ. De este modo se ve que cuanto mejor es el factor de potencia (próximo a 1), menor será la sección de los cables.

- Disminución de las pérdidas en las líneas: Un buen factor de potencia permite también una reducción de las pérdidas en las líneas para una potencia activa constante. Las pérdidas en vatios (debidas a la resistencia de los conductores) están, efectivamente, integradas en el consumo registrado por los contadores de energía activa (kWh) y son proporcionales al cuadrado de la intensidad transportada.

- Reducción de la caída de tensión: La instalación de condensadores permite reducir, incluso eliminar, la energía reactiva transportada, y por lo tanto reducir las caídas de tensión en línea.

- Aumento de la potencia disponible: La instalación de condensadores hacia abajo de un transformador sobrecargado que alimenta una instalación cuyo factor de potencia es bajo, y por lo tanto malo, permite aumentar la potencia disponible en el secundario de dicho transformador. De este modo es posible ampliar una instalación sin tener que cambiar el transformador.

La mejora del factor de potencia optimiza el dimensionamiento de los transformadores y cables. Reduce también las pérdidas en las líneas y las caídas de tensión.

## Influencia del tipo de cargas en el factor de potencia
El valor del f.d.p. viene determinado por el tipo de cargas conectadas en una instalación. De acuerdo con su definición, el factor de potencia es adimensional y solamente puede tomar valores entre 0 y 1 (cos(φ)). En un circuito resistivo puro recorrido por una corriente alterna, la intensidad y la tensión están en fase (φ = 0), esto es, cambian de polaridad en el mismo instante en cada ciclo, siendo por lo tanto el factor de potencia es 1. Por otro lado, en un circuito reactivo puro, la intensidad y la tensión están en cuadratura (φ=90°) siendo el valor del f.d.p. igual a cero, y si es un circuito inductivo φ < 0.
Dispositivos puramente resistivos son, por ejemplo, las bombillas incandescentes o estufas eléctricas (ambos sin transformadores), ya que carecen de partes electrónicas y/o mecánicas. Un sistema de alumbrado halógeno casero que esté basado en una bombilla de corriente continua de 12V requiere un transformador, por lo que dicho sistema no es puramente resistivo, reduciendo así su F.P. La bombilla en sí se podría considerar como FP=1, pero su alcance pasa antes por ese transformador.
Un circuito electrónico no puede ser puramente resistivo o reactivo ya que se observan desfases, más o menos significativos, entre las formas de onda de la corriente y la tensión. Así, cuando el F.P. está cercano a la unidad, se dirá que es un circuito fuertemente resistivo por lo que su F.P. es alto, mientras cuando está cercano a cero se dirá fuertemente reactivo y su F.P. es bajo. Cuando el circuito sea de carácter inductivo, caso más común, se hablará de un F.P. en atraso, mientras que se dice en adelanto cuando lo es de carácter capacitivo.
Las cargas inductivas, tales como; transformadores, motores de inducción y, en general, cualquier tipo de inductancia (tal como las que acompañan a las lámparas fluorescentes) generan potencia inductiva con la intensidad retrasada respecto a la tensión.
Las cargas capacitivas, tales como bancos de condensadores o cables enterrados, generan potencia capacitiva con la intensidad adelantada respecto a la tensión.

### Regla nemotécnica
Si se representa por la letra L a la inducción eléctrica, por la letra U a la tensión eléctrica y por la letra C a la capacidad eléctrica, se puede utilizar la siguiente regla para recordar fácilmente cuando la corriente (I) atrasa o adelanta a la tensión (U) según el tipo de circuito eléctrico que se tenga, inductivo (L) o capacitivo (C).
LUIS, se observa que la corriente (I) atrasa a la tensión (U) en un circuito inductivo (L).
CIUDAD, se puede observar que la corriente (I) adelanta a la tensión (U) en un circuito capacitivo (C).
CIVIL donde V es la tensión, L es inductancia, I es intensidad, y C es capacitancia. Se puede deducir que en un circuito inductivo se adelanta la tensión y se atrasa la intensidad VIL, en un circuito capacitivo pasa lo contrario, se adelanta la intensidad y se atrasa la tensión CIV.
Si se representa por la letra E a la tensión eléctrica que alimenta el circuito, por la letra L a la inductancia eléctrica y la letra C a la capacidad eléctrica se puede utilizar ELICE para denotar que en un circuito inductivo (L) el voltaje (E) adelanta a la corriente (I) y que en uno capacitivo (C), la corriente (I) adelanta al voltaje (E).

## Corrección del factor de potencia
A menudo es posible ajustar el factor de potencia de un sistema a un valor muy próximo a la unidad.
Esta práctica es conocida como mejora o corrección del factor de potencia y se realiza mediante la conexión a través de conmutadores, en general automáticos, de bancos de condensadores (conocidos también como bancos de capacitores) o de inductancias, según sea el caso el tipo de cargas que tenga la instalación. Por ejemplo, el efecto inductivo de las cargas de motores puede ser corregido localmente mediante la conexión de condensadores. En determinadas ocasiones pueden instalarse motores síncronos con los que se puede inyectar potencia capacitiva o reactiva con tan solo variar la corriente de excitación del motor. 
Las pérdidas de energía en las líneas de transporte de energía eléctrica aumentan con el incremento de la intensidad. Como se ha comprobado, cuanto más bajo sea el f.d.p. de una carga, se requiere más corriente para conseguir la misma cantidad de energía útil. Por tanto, como ya se ha comentado, las compañías suministradoras de electricidad, para conseguir una mayor eficiencia de su red, requieren que los usuarios, especialmente aquellos que utilizan grandes potencias, mantengan los factores de potencia de sus respectivas cargas dentro de límites especificados, estando sujetos, de lo contrario, a pagos adicionales por energía reactiva.
La mejora del factor de potencia debe ser realizada de una forma cuidadosa con objeto de mantenerlo lo más alto posible. Es por ello que en los casos de grandes variaciones en la composición de la carga es preferible que la corrección se realice por medios automáticos.
Supongamos una instalación de tipo inductivo cuyas potencias P, Q y S forma el triángulo de la figura 1. Si se desea mejora el cosφ a otro mejor cosφ', sin variar la potencia activa P, se deberán conectar un banco de condensadores en paralelo a la entrada de la instalación para generar una potencia reactiva Qc de signo contrario al de Q, para así obtener una potencia reactiva final Qf. Analíticamente:
{\displaystyle Qc=Q-Qf\!}
Por un lado
{\displaystyle Q=IV\sin \varphi =IV\cos \varphi \tan \varphi =P\tan \varphi \!}
y análogamente
{\displaystyle Qf=P\tan \varphi \prime \!}
Luego,
{\displaystyle Qc=I^{2}Xc=\left({\frac {V}{Xc}}\right)^{2}Xc={\frac {V^{2}}{Xc}}=(V_{rms})^{2}\omega C\!}
donde ω es la pulsación y C la capacidad de la batería de condensadores que permitirá la mejora del f.d.p. al valor deseado. Sustituyendo en la primera igualdad,
{\displaystyle (V_{rms})^{2}\omega C=P(\tan \varphi -\tan \varphi \prime )\!}
de donde
{\displaystyle C={\frac {P(\tan \varphi -\tan \varphi \prime )}{(V_{rms})^{2}\omega }}\!}

## Ejemplo de modificación del factor de potencia
Un motor de 500 kVA funciona a plena carga con un factor de potencia de 0,6. Añadiendo capacitores se modifica dicho factor pasando a valer 0,9. Hallar la potencia reactiva de los capacitores necesarios.
Realizar la gráfica con dicha corrección. Frecuencia = 50 Hertz. Tensión = 380 Vrms
1º Paso:
```
Cos φ = P/S
```

Reemplazando:
```
S * Cos φ = P = 500 kVA * 0,6 = 300 kW
```

Entonces:
```
P = 300 kW
```

2º Paso:
```
S² = P² + Q²
```

Reemplazando:
```
500² kVA = 300² kW + Q²
```

```
Q = 400 kVAR (Kilo Volt Amper Reactivo)
```

3º Paso:
```
Sf = P/Cosφ = 300 kW/0,9 = 333,33 kVA 
```

```
333,3² kVA = 300² kW + Qf²
```

```
Qf = 145,2 kVAR
```

```
Qi - Qf = Qr = 400 kVAR - 145,2 kVAR = 254,7 kVAR
```

4º Paso:
```
C = [P activa * (Tang φi - Tang φf)]/(U²*2Π*Fr) =
```

Reemplazando:
```
C = 300000 W * (Tang 53,1º - Tang 25.8º)/(380² V * 2Π * 50 Hz) = 5597 μF (MicroFaradios)

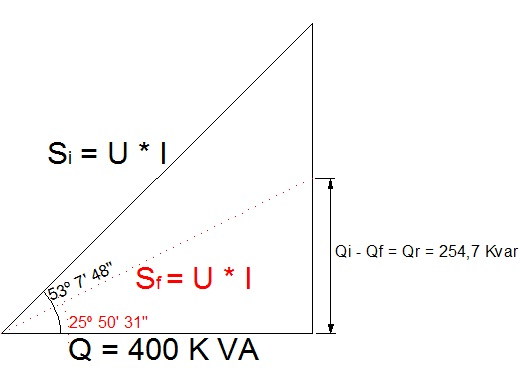
Esquema de un triángulo de potencias mostrando la modificación del factor de potencia mediante la adición de capacitores. Los ángulos señalados no son los de la imagen.

```

## Cálculo del f.d.p. medio de una instalación
Algunas instalaciones cuentan a la entrada con dos contadores, uno de energía reactiva (kVArh) y otro de energía activa (kWh). Con la lectura de ambos contadores podemos obtener el factor de potencia medio de la instalación, aplicando la siguiente fórmula:
{\displaystyle {\text{f.d.p.}}=\cos \left(\tan ^{-1}{\frac {\text{kVArh}}{\text{kWh}}}\right)}

## Normativa
La Comisión Electrotécnica Internacional regula, a través de la norma IEC 61000-3-2, los límites de emisión de armónicos por parte de dispositivos eléctricos. La norma UNE-EN 50160, suele ocuparse como guía para establecer la calidad de suministro eléctrico, aunque si establece límites que debe respetar una red eléctrica, no lo hace directamente al factor de potencia.

### Europa
La norma europea EN 61000-3-2 es la norma análoga a la de la Comisión Electrotécnica Internacional.

### México
La Comisión Reguladora de Energía (CRE) emitió una resolución, publicada en el Diario Oficial de la Federación (DOF) el 8 de abril del 2016, sobre los criterios de eficiencia, calidad, confiabilidad, continuidad, seguridad y sustentabilidad del Sistema Eléctrico Nacional (SEN). En el Manual de conexión de Centros de Carga emitido por la comisión figura que las Cargas Convencionales y las Cargas Especiales deberán mantener un factor de potencia entre 0.95 en atraso y 1, medido como promedio mensual.

### Estados Unidos
La agencia de regulación EC (en Estados Unidos) ha establecido límites en los armónicos como un método de mejorar el f.d.p. Disminuir el costo de los componentes ha acelerado la aceptación e implementación de dos métodos diferentes. Normalmente, esto se hace ya sea agregando un inductor en serie (llamado PFC pasivo) o con la adición de un convertidor elevador que fuerza a una onda sinusoidal (llamado PFC activo). Por ejemplo, los SMPS con PFC pasivos pueden lograr un f.d.p. de 0.7...0.75, los SMPS con PFC activo -- hasta 0.99, mientras que los SMPS sin ninguna corrección del f.d.p. tienen valores alrededor de 0.55..0.65 solamente.
Para cumplir con el estándar de corriente de los Estados Unidos EN61000-3-2 todas las fuentes conmutadas con potencia de salida mayor de 75W tienen que incluir como mínimo un PFC pasivo.
Un multímetro típico dará resultados incorrectos cuando trata de medir la corriente AC que pasa por una carga que requiera corriente no-sinusoidal y luego calcule el f.d.p. Debe usarse un multímetro con valor eficaz verdadero (RMS) para medir las corrientes y voltajes eficaces reales (y por tanto la potencia aparente). Para medir la potencia real o la reactiva, debe usarse un vatímetro diseñado para trabajar adecuadamente con corrientes no sinusoidales. 